# Pacific Gas and Electric
Pacific Gas and Electric Company (PG&E) ist der größte Energieversorger der Vereinigten Staaten  mit Firmensitz in San Francisco, Kalifornien.
Das Unternehmen ist im Aktienindex S&P 500 und im Dow Jones Utility Average gelistet. Gegründet wurde das Unternehmen 1905. PG&E versorgt überwiegend den Norden Kaliforniens mit Erdgas und Elektrizität. Diablo Canyon ist das einzige Atomkraftwerk des Unternehmens. Der Süden Kaliforniens wird vom Konkurrenten Edison International und dessen Tochterunternehmen Southern California Edison versorgt. Nach den verheerenden Waldbränden in Kalifornien im Jahr 2018 musste das Unternehmen Anfang 2019 schließlich Insolvenz anmelden. Am 1. Juli 2020 wurde das Insolvenzverfahren beendet.

## Schadensersatzfall wegen Grundwasserverschmutzung in Hinkley
Über die Grenzen Kaliforniens und der USA hinaus bekannt wurde die Firma durch Geschehnisse, die zunächst Aufsehen erregende Berichte in Presse und TV zur Folge hatten, später dann einen sehr erfolgreichen dokumentarischen Spielfilm:
Die Rechtsanwaltsgehilfin Erin Brockovich eruierte in hartnäckigen Nachforschungen, dass in den 1960er bis 1980er Jahren die Gesundheit der Bewohner von Hinkley (Kalifornien) durch giftiges Chrom (VI) im Grundwasser massiv angegriffen worden war. Das Chrom (VI) war von einer nahegelegenen Einrichtung des Unternehmens in das Grundwasser abgeleitet worden. 1996 wurde PG&E aufgrund der Nachforschungen von Erin Brockovich und dem Anwalt Ed Masry zur Zahlung der bis dahin größten Schadensersatzsumme in der Geschichte der Vereinigten Staaten verurteilt, nämlich 333 Millionen US-Dollar. Von dieser Summe erhielt die Anwaltskanzlei Masry & Vititoe 40 %, der Rest wurde unter den mehr als 600 damaligen Bewohnern von Hinkley aufgeteilt.

## Kalifornische Elektrizitätskrise
Nach der Deregulierung des kalifornischen Energiemarktes ab 1996 mussten die etablierten Energieversorger Southern California Edison (SCE), San Diego Gas & Electric und PG&E den größten Teil ihrer Erzeugung abstoßen. Im März 1998 wurden auf diesem Wege 40 % der installierten Erzeugungskapazität, insgesamt 20 GW, an unabhängige Erzeuger verkauft. Es folgten Marktmanipulationen einiger Energieerzeuger wie Enron, welche im Jahr 2000 zu Einkaufspreisen von teils über $1400 je Megawattstunde führten (ein Jahr zuvor war der mittlere Preis $45). Da die Endkundenpreise nicht erhöht werden durften, entstand eine Schieflage, die am 6. April 2001 zur Insolvenz von PG&E führte.

## „Camp Fire“–Waldbrand und drohende Insolvenz

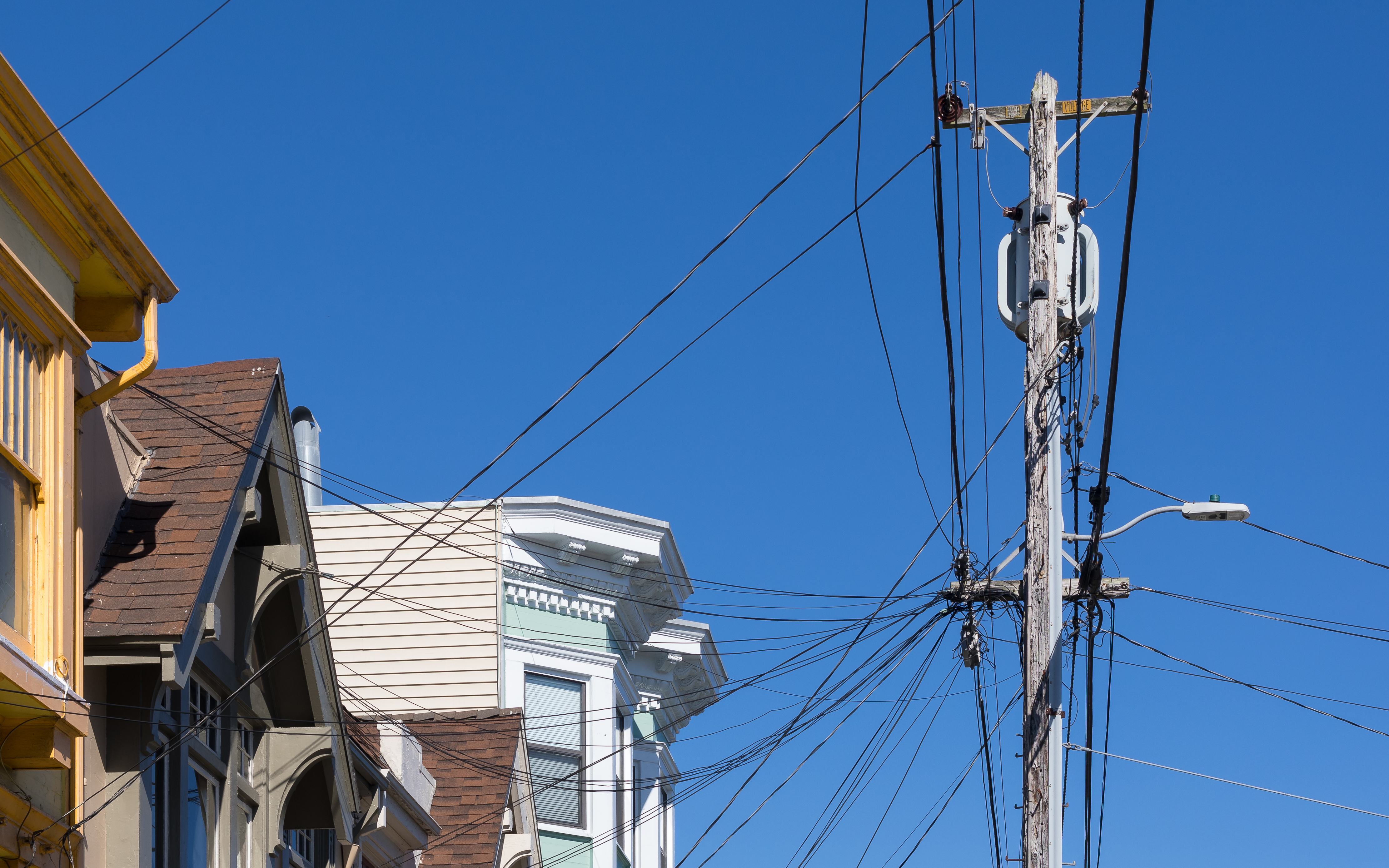
Veraltete Infrastruktur des Stromnetzes in San Francisco

Im Januar 2019 zeichnete sich ab, dass die Firma Gläubigerschutz beantragen muss. Dies gilt gemeinhin als Vorstufe zur Insolvenz nach amerikanischem Insolvenzrecht (Chapter 11). Hintergrund ist die mutmaßliche Haftung des Unternehmens für das Camp Fire, welche die Eigenmittel des Unternehmens um ein Vielfaches übersteigen könnte, Schätzungen liegen bei ca. 30 Milliarden US-Dollar. Ein Untersuchungsbericht des kalifornischen Amts für Forstwirtschaft und Brandschutz (CAL Fire) bestätigte die Annahme, dass defekte Stromleitungen von PG&E das Feuer auslösten.